# Змееголовник якутский
Змееголовник якутский (лат. Dracocephalum jacutense) — вид растений рода Змееголовник (Dracocephalum) семейства Яснотковые (Lamiaceae).

## Распространение и экология
Узколокальный эндемик Восточной Сибири. Известны только два местонахождения вида в окрестностях села Сангар Кобяйского улуса на территории Республики Саха (Якутия). Произрастает в составе разреженных степных фитоценозов, развитых на верхней части южных склонов коренного берега реки Лена, на каменисто-щебнистых местообитаниях.

## Ботаническое описание
Безрозеточный, симподиально нарастающий, стержнекорневой травянистый многолетник с удлиненными моноциклическими побегами. Каудекс многоглавый, размеры куста достигают диаметра 50 см. Побеги длиной до 30—40 см, приподнимающиеся, в основании немного древеснеющие, опушенные короткими отстоящими волосками, разветвленные до 2—3-го порядка. На побеге хорошо выражена гетерофилия: нижние листья на коротких черешках, широкояйцевидные или почти округлые, со слабо сердцевидным или ширококлиновидным основанием, по краю городчато-зубчатые. Средние стеблевые листья почти сидячие, пластинки более вытянутые яйцевидные или ромбовидные, с клиновидным основанием, также городчато-зубчатые; верхние листья и листья в соцветии узкоклиновидные, иногда почти цельнокрайные. Листья покрыты с нижней стороны густым серовато-войлочным опушением.
Цветки собраны в соцветие — простой колосовидный фрондозный тирс из супротивно расположенных 3—7 дихазиев. Чашечки цветка около 15—18 мм длиной, коротко-опушенные, слегка согнутые, красноватые, нерезко двугубые. Венчики 20—25 мм длиной, сине-фиолетовые или лиловые. Верхняя губа узкая, почти прямая, в 1,5—2 раза длиннее нижней, сверху густо опушенная. Венчики изнутри густо волосистые в основании нижней губы. Столбик заметно выступает из венчика. Плод — ценобий, состоит из четырёх камер, в котором развиваются эремы.